# Tatsuki Fujimoto
Tatsuki Fujimoto (jap. 藤本 タツキ Fujimoto Tatsuki; ur. 10 października 1993 w prefekturze Akita) – japoński mangaka, znany przede wszystkim z mang Chainsaw Man i Fire Punch, wydawanych nakładem wydawnictwa Shūeisha.

## Twórczość
- Niwa ni wa niwa niwatori ga ita (jap. 庭には二羽ニワトリがいた) (2011) – one-shot
- Seigi no mikata (jap. 正義の見方) (2013) – one-shot
- Kami Hikouki (jap. かみひこうき) (2013) – one-shot
- Sasaki-kun ga jūdan tometa (jap. 佐々木くんが銃弾止めた) (2013) – one-shot
- Koi wa mōmoku (jap. 恋は盲目) (2013) – one-shot, opublikowany później w magazynie „Jump SQ.19”
- Shihaku (jap. シカク) (2014) – one-shot opublikowany w magazynie „Jump SQ.19”
- Yogen no nayuta (jap. 予言のナユタ) (2015) – one-shot opublikowany w magazynie „Jump Square”
- Fire Punch (jap. ファイアパンチ Faia Panchi) (2016–2018) – manga publikowana w serwisie „Shōnen Jump+”, a następnie wydana w 8 tankōbonach
- Megasameta-ra on'na no ko ni natte ita yamai (jap. 目が覚めたら女の子になっていた病) (2017) – one-shot opublikowany w magazynie „Jump Square”
- Chainsaw Man (jap. チェンソーマン Chensō Man) (od 2018) – manga wydawana w magazynie „Shūkan Shōnen Jump”, a następnie w „Shōnen Jump+”
- Look Back (jap. ルックバック) (2021) – one-shot[2]
- Żegnaj, Eri (jap. さよなら絵梨 Sayonara Eri) (2022) – one-shot[3]
- Futsū ni kiitekure (jap. フツーに聞いてくれ) (2022) – manga internetowa zilustrowana przez Oto Tōdę.[4]

## Osiągnięcia
- W sierpniu 2020 nakład serii Chainsaw Man wyniósł 3 miliony sprzedanych egzemplarzy[5], natomiast na początku marca 2021 – 9,3 miliona[6].
- W 2017 roku seria Fire Punch była nominowana do plebiscytu Manga Taishō[7], zaś w 2020 roku – Chainsaw Man[8].
- Seria Fire Punch zajęła 15. miejsce w ankiecie przeprowadzonej na 1094 pracownikach księgarni przez japońską księgarnię internetową Honya Club[9].
- W 2021 roku Tatsuki Fujimoto zdobył nagrodę Shōgakukan Manga w kategorii shōnen-manga za mangę Chainsaw Man[10].